# Bedotia's
Bedotia's (Bedotiidae), in het Engels ook wel Madagascar rainbowfish genoemd, zijn een familie in de orde der koornaarvisachtigen (Atheriniformes). 
Alle soorten binnen de familie zijn endemisch in Madagaskar. De vissen leven alleen in zoet water en worden ernstig bedreigd. 
De vissen zijn meestal kleurrijk en worden vaak niet groter dan 10 centimeter.

## Lijst van geslachten
- Bedotia Regan, 1903
- Rheocles D. S. Jordan & C. L. Hubbs, 1919